# Aldo Barbero
Aldo Barbero (ur. w 1938 w Santa Fe, zm. 27 października 2013) – argentyński aktor.
Swoją karierę zaczął w 1963 od serialu telewizyjnego Dos quererse.
Do 2006 wystąpił w siedemdziesięciu filmach i programach telewizji argentyńskiej. W 1971 roku wystąpił w musicalu Balada para un mochilero wyreżyserowanym przez Carlosa Rinaldiego, w którym zagrał wraz z Jose Marrone. W 1977 roku w filmie La Aventura explosiva zagrał razem z Victorem Bo.